# Катанга (провинция)
Ката́нга (фр. Katanga) — до 2015 г. провинция Демократической Республики Конго.
Расположена на юго-востоке страны. Административный центр — город Лубумбаши. Площадь 496 877 км² (ранее, по некоторым источникам — 518 000 км²). Население — около 4 125 000 жителей (1998, оценка). Распространенные языки — суахили и чилуба. 
В провинции расположено месторождение меди под названием Сасе.

## История
Примерно с 1856 по 1891 год на территории современной провинции Катанга существовало королевство Йеке, которое контролировало единственный торговый путь через континент с востока на запад. Когда королю Бельгии Леопольду II сказали, что королевство Йеке контролирует торговлю между востоком и западом и богато медью и, возможно, золотом, он отправил экспедицию, чтобы попытаться заключить договор о присоединении королевства к его Свободному государству Конго (СГК). Сесил Родс также отправил экспедиции, чтобы включить королевство в состав территории его Британской южноафриканской компании. «Схватка за Катангу» была выиграна посланной Леопольдом экспедицией Стейрса, которая положила конец королевству, убив его правителя Мсири, и захватила территорию для СГК, но со своей собственной администрацией, пока она не была более тесно включена в Бельгийское Конго.
Когда Бельгийское Конго получило независимость, в июле 1960 года Катанга провозгласила себя независимым государством Катанга, что привело к вооружённому конфликту с центральными властями Конго. В январе 1963 года провинция была возвращена в состав страны при участии миротворческих сил ООН. С 1971 по 1997 год официально называлась провинция Шаба.
В 1977—1978 годах Фронт национального освобождения Конго дважды поднимал мятежи в Шабе против режима Мобуту.
В годы Великой африканской войны (декабрь 1998) в провинции проходили ожесточенные бои между боевиками РКД и зимбабвийско-намибийскими интервентами (Оборона Кабало).
В 2010-х годах Катанга вновь стала ареной вооружённого противостояния — между правительственными войсками и движением Май-Май Ката Катанга.
В 2015 году провинция Катанга была упразднена, территория разделена между Танганьикой, Верхним Ломами, Луалабой и Верхней Катангой.

## Экономика

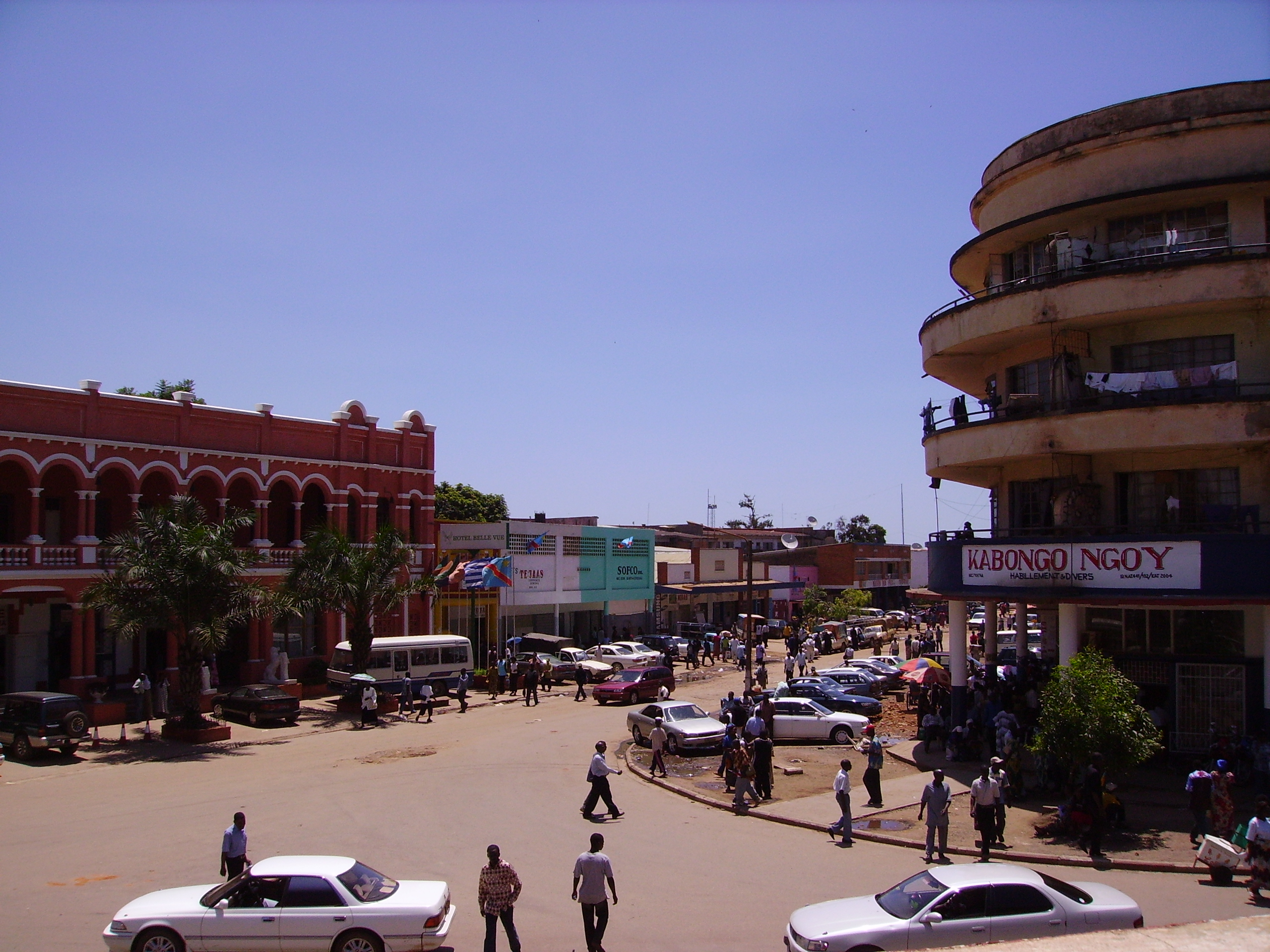
Лубумбаши

Горнопромышленный регион богат месторождениями меди, олова, урана, кобальта, радия. Также из провинции осуществляется экспорт алмазов, редких пород дерева.